# Associação Portuguesa de Desportos
De Associação Portuguesa de Desportos, ofwel Portuguesa, is een voetbalclub uit de stad São Paulo in de gelijknamige staat. Het is de vierde grootste club van de stad. Met wisselend succes beweegt de club zich door de verschillende nationale divisies. Het bekendste product van Portuguesa is voetballegende Djalma Santos, die 453 wedstrijden voor de club speelde.
Op nationaal niveau is Portuguesa een club die vaak tussen de verschillende divisies wisselt. Binnen haar eigen staat, in São Paulo, is het een van de betere teams. Drie keer werd het staatskampioenschap behaald, 4 keer werd de club tweede en dertien keer derde. Van de nog bestaande clubs die vandaag de dag deelnemen aan de Campeonato Paulista, is Portuguesa de op vier na best presterende club. Alleen de grootmachten Palmeiras, São Paulo en Corinthians gaan de club voor.
De laatste jaren is de club in vrije val. Na de degradatie uit de hoogste klasse in 2013 verdween de club op vijf jaar tijd uit de nationale reeksen en ook op staatsniveau speelt de club al enkele jaren niet meer in de hoogste klasse.

## Geschiedenis

### Oprichting
Portuguesa werd gesticht als Associação Portuguesa de Esportes op 14 augustus 1920 als fusieclub uit vijf Braziliaanse clubs met Portugese wortelen: Lusídias, Portugal Marinhense, Cinco de Outubro, Marquês de Pombal en Lusitano. De dag 14 augustus is niet zonder symboliek: op deze datum in 1385 vond de Slag bij Aljubarrota plaats, waarin Portugal kon voorkomen dat het door Castilië werd geannexeerd. De eerste wedstrijd werd acht dagen na de fusiedatim al gespeeld, op 22 augustus 1920. Tegenstander São Bento werd met 3-0 verslagen. De club wilde meteen competitievoetbal spelen, maar omdat het Campeonato Paulista 1920 al enkele maanden aan de gang was ging dit niet. Hierop besloot de club te fuseren met Mackenzie College, de tweede oudste club van het land en sloot het seizoen af als Portuguesa-Mackenzie. Het eerste seizoen sloot de club als laatste af.

### Campeonato Paulista

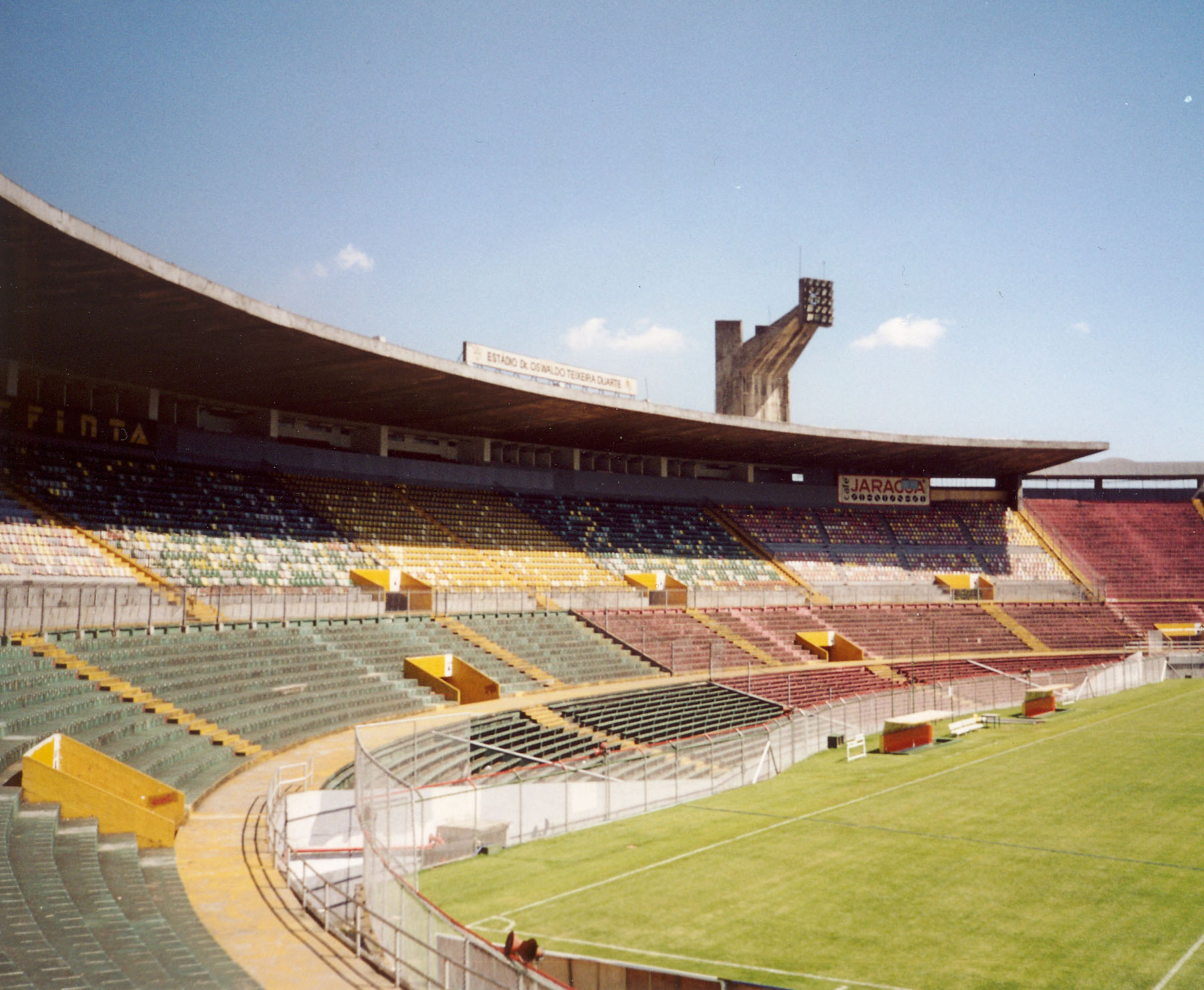
Estádio de Caninde

De volgende jaren eindigde de club in de lagere middenmoot. In 1923 werd de naam Mackenzie weggelaten en nam de club terug de oprichtingsnaam aan, de huidige naam werd in 1940 aangenomen. In 1933 eindigde de club voor het eerst in de top drie. Er liepen enkele sterspelers rond zoals Machado en Batatais, die beiden op het WK 1938 zouden spelen. Ook in 1933 werd voor het eerst het Torneio Rio-São Paulo georganiseerd. De beste teams uit het Campeonato Paulista en het Campeonato Carioca namen het hier tegen elkaar op. Gezien dit de twee sterkste competities waren mocht de winnaar zich officieus als landskampioen beschouwen. Portuguesa eindigde op een derde plaats achter de stadsrivalen Palestra Itália en São Paulo da Floresta. De volgende editie vond pas in 1940 plaats en daarna jaarlijks vanaf 1950. Na een nieuwe derde plaats in 1934 stond het voetbal in de staat in 1935 voor een splitsing. Het profvoetbal kreeg een eigen competitie en ook de amateurclubs bleven een competitie hebben, beide kampioenen worden officieel erkend. Portuguesa bleef in de amateurcompetitie spelen, waarin Ypiranga de enige andere noemenswaardige club was. Portuguesa stond het hele seizoen aan de leiding, maar op het einde kwam Ypiranga langszij. Er kwamen twee testwedstrijden om de titel te bepalen. Na een 2-2 gelijkspel won Portuguesa de tweede wedstrijd met 5-2 en kroonde zich voor het eerst tot kampioen. Ook het volgende seizoen werd de club kampioen, nu met een punt voorsprong op Ypiranga. In 1937 bleef enkel nog de profcompetitie over en Portuguesa speelde hier dat jaar niet in, maar maakte wel in 1938 haar opwachting. Na een bescheiden start eindigde de club in 1939 derde achter de grootmachten Corinthians en Palestra Itália. In 1940 werd de club zelfs vicekampioen. In de jaren veertig eindigde de club in 1946, 1947 en 1949 op de derde plaats, de andere seizoenen in de middenmoot.
In 1950 eindigt de club vierde en de volgende twee jaar eindigt de club derde. De club had met Djalma Santos, Brandãozinho, Ipojucan, Simão, Julinho Botelho en Pinga enkele grote spelers in de rangen. De rest van de jaren vijftig schommelde de club tussen de vierde en zesde plaats. In 1960 werd de club tweede, achter Santos. Op een twaalfde plaats na in 1963 eindigde de club verder meestal in de betere middenmoot, subtop.
In 1973 werd de competitie in twee toernooien verdeeld. Santos won het eerste en Portuguesa het tweede. In de finale kwam het na een 0-0 stand tot strafschoppen, bij een 2-0 stand voor Santos werd de wedstrijd onderbroken,terwijl beide teams nog twee keer mochten schieten. De scheidsrechter riep Santos onterecht tot kampioen uit. Portuguesa protesteerde en er werd later geoordeeld dat beide teams de titel kregen. Twee jaar later werd de club nog vicekampioen, achter São Paulo. Enkele bekende spelers uit deze tijd waren Enéas en Basílio. Exact tien jaar later presteerde de club weer goed, ze wonnen de eerste fase en eindigden tweede in de tweede en zelfs eerste in de algemene stand, maar de kampioen werd via een eindronde aangeduid en nadat eerst Ferroviária opzij gezet werd moest de club het in de finale toch afleggen het van São Paulo van onder andere Careca. In alle edities tussen 1975 en 1985 eindigde de club één keer in de top vijf en alle andere keren lager. Edu Marangon begon zijn carrière in deze tijd bij de club, een andere belangrijke speler was Luís Pereira. De volgende jaren waren weer wisselend. Pas in 1995 en 1996 eindigde de club weer eens op de derde plaats. Na de eeuwwisseling gingen de resultaten in een neerwaartse spiraal en in 2006 degradeerde de club zelfs voor het eerst uit de Série A1. Het volgende seizoen speelde de club meteen kampioen en keerde terug naar de hoogste klasse, gelijktijdig promoveerde de club ook op nationaal niveau weer naar de hoogste klasse. In 2009 eindigde de club samen met Santos op een vierde plaats, echter had Santos één goal meer gescoord waardoor zij naar de eindronde om de titel gingen. In 2012 degradeerde de club opnieuw, terwijl ze zich op nationaal niveau in de Série A wel gewoon konden handhaven. Ook nu keerden ze na één seizoen terug, maar in 2015 volgde opnieuw een degradatie. Nadat de club vier seizoenen op rij niet eens in de top tien kon eindigen werden ze in 2020 derde in de eerste fase, maar in de kwartfinale van de promotie-eindronde verloren ze van XV de Piracicaba. Later dat seizoen won de club wel de staatsbeker waardoor ze een rentree konden maken in de Série D van 2021. In 2022 kon de club kampioen worden en zo de rentree maken bij de elite in 2023.

### Nationaal niveau
Vanaf 1950 neemt de club jaarlijks deel aan het prestigieuze Torneio Rio-São Paulo. In 1952 eindigt de club samen met Vasco da Gama eerste en speelde hierop een finale die de club kon winnen. Een jaar later werd de club laatste. . In 1955 werd het kunststukje herhaald, deze keer met Palmeiras als tegenstander in de finale. De volgende jaren bengelde de club meestal onderaan de rangschikking. In 1965 deed de club het nog eens goed met een tweede plaats achter Palmeiras. Het jaar erop werd de club laatste. Een volgende editie werd pas 27 jaar later gespeeld. Het toernooi maakte immers plaats voor het Torneio Roberto Gomes Pedrosa. Aan deze competitie namen nog grote clubs uit sterke competities deel en de winnaar hiervan werd landskampioen. In de eerste editie eindigde de club derde in zijn groep en was uitgeschakeld. De volgende twee seizoenen eindigde de club vanonder en bij de laatste editie in 1970 kreeg Ponte Preta de voorkeur op Portuguesa als vijfde deelnemer van de staat.
In 1971 ging de Série A van start. Deze nieuwe competitie leverde de landskampioen op na meestal enkele fases die de club moest door geraken. In 1974 kon de club voor het eerst de tweede ronde bereiken. Ook de volgende vier jaar kon de club zich telkens voor de tweede of derde fase plaatsen, maar kon geen potten breken. In 1979 zou er een nieuwe editie van het Torneio Rio-São Paulo gespeeld worden waardoor deelnemers uit Rio en São Paulo pas in de tweede fase van de Série A zouden instromen. Het toernooi ging niet door maar Corinthians, São Paulo, Santos en Portuguesa eisten om pas in de derde fase te mogen aantreden en verlieten de competitie toen de bond dit weigerde. De volgende twee jaar trad de club wel weer aan in de Série A. In 1982 en 1983 speelde de club in de Série B.
Bij de terugkeer in 1984 bereikte de club voor het eerst de eindfase, waarin acht clubs in knock-outsysteem om de titel streden, echter schakelde Vasco da Gama de club meteen uit. Twee jaar later was de eindfase vanaf de achtste finale, nu verloor de club meteen van America.
In 1988 werden de clubs in twee groepen verdeeld en speelden ze twee toernooien, telkens plaatste de top twee zich voor de knock-outfase. Hoewel Portuguesa over de totaalstand op een knappe vierde plaats eindigde waren ze bij de toernooien telkens derde geëindigd en waren bijgevolg uitgeschakeld. De volgende seizoenen eindigde de club veelal in de middenmoot. Het aantal clubs in de Série A was inmiddels fors teruggeschroefd en de concurrentie werd zwaarder. In 1996 eindigde de club in de eerste fase op een achtste plaats, net voor Internacional en plaatste zich zo voor de kwartfinales om de titel. Hier versloeg de club Cruzeiro, dat nochtans de eerste plaats in de competitie had. In de halve finale werd ook Atlético Mineiro opzij gezet en in de finale wachtte Grêmio. Alexandre Gallo en Rodrigo Fabri zetten de club met een 2-0 overwinning richting eerste landstitel, echter won Grêmio de terugwedstrijd met dezelfde cijfers en de regel was toen dat in geval van gelijkstand de club met het beste resultaat in de competitie wint. Deze uitstekende prestatie zorgde ervoor dat de club in 1997 aan meerdere nationale en internationale competities kon deelnemen. In de Copa do Brasil bereikte de club de derde ronde, waar de club opnieuw op Grêmio. In de Copa CONMEBOL werd de club in de eerste ronde uitgeschakeld door Atlético Mineiro. In de Série A eindigde de club na de eerste fase op een mooie vierde plaats. Hierna volgde geen knock-outfase maar een nieuwe groepsfase met twee groepen van vier. Nu werd de club laatste. In 1998 was er wel weer een knock-outfase waarvoor de club zich plaatste. Coritiba werd uitgeschakeld, maar in de halve finale was Cruzeiro te sterk voor de club.
Na deze drie topjaren begon het verval. De club eindigde slechts op een voorlaatste plaats en werd van de degradatie gered doordat de club met het slechtste gemiddelde gespreid over twee seizoenen degradeerden. Echter bleef de club het slecht doen en in 2002 volgde een degradatie. Na twee plaatsen in de middenmoot schaarde de club zich in 2005 bij de laatste vier, maar kon de promotie niet waarmaken. Een jaar later wenkte de degradatie, maar de club kon zich in extremis redden na een overwinning op Sport do Recife, dat nochtans vicekampioen was. In het staatskampioenschap was de club wel voor het eerst gedegradeerd.
2007 werd een beter jaar. Aan het begin van het seizoen kon de club kampioen spelen in de Série A 2 van het staatskampioenschap en ook in de Série B ging het de club voor de wind en kon via een derde plaats promoveren, al werd de club voorlaatste waardoor ze meteen terug naar de Série B moesten. De volgende twee jaren werd de club vijfde en miste op een haar na de promotie. In 2010 kwamen ze slechts één puntje te kort op América Mineiro. In 2011 werd de club dan autoritair kampioen, met maar liefst 17 punten voorsprong op Náutico. Bij de terugkeer werd de club zestiende. Voormalige sterspeler Dida stond bij de club onder de lat. Omdat de club wel een aantal rondes meeging in de Copa do Brasil plaatsten ze zich wel voor de Copa Sudamericana 2013, waar ze meteen uitgeschakeld werden door Bahia. Een jaar later volgde een nieuwe degradatie, echter had deze vermeden kunnen worden. In principe eindigde de club op een twaalfde plaats, maar doordat ze een speler opstelden, die na een wedstrijd in de Copa do Brasil een rode kaart gekregen had en eigenlijk niet mocht spelen kregen ze vier strafpunten. Dit betekende dat Fluminense gered werd van degradatie, terwijl Portuguesa nu degradeerde. In 2014 volgde een ware catastrofe, toen de club allerlaatste werd in de Série B en zo in 2015 voor het eerst in de Série C moest aantreden. De club werd tweede in zijn groep en plaatste zich voor de kwartfinales, waar ze verloren van Vila Nova, waardoor de club in de Série C bleef. In 2016 degradeerde de club ook verder uit de Série C. In 2018 speelde de club voor het eerst sinds de invoering van de Série A in 1971, uitgezonderd van de terugtrekking in 1979, geen nationaal voetbal. Na winst in de Copa Paulista 2020 plaatste de club zich opnieuw voor de Série D 2021 en werd daar groepswinnaar. In de tweede fase verloor de club na strafschoppen van Caxias.

## Erelijst
Série B
2011
Torneio Rio-São Paulo (2)
1952, 1955.
Campeonato Paulista (3)
1935, 1936, 1973
Campeonato Paulista, Série A2
2007, 2013, 2022
Copa Paulista de Futebol (1)
2020
Fita Azul (3)
1951, 1953, 1954)

### Vrouwenafdeling
- Campeonato Brasileiro: 1999
- Campeonato Paulista: 1998, 2000

## Spelers

### Topscorers
1. Pinga: 284
2. Eneas: 179
3. Nininho: 133
4. Servílio: 131
5. Sílvio: 120

### Bekende oud spelers
| - Batatais - Benazzi - Brandão - Brandãozinho - Candinho - Capitão | - Dener - Djalma Santos - Edu Marangon - Eneas - Félix - Ipojucan | - Ivair - Julinho Botelho - Leandro Amaral - Leandro Pereira - Noronha - Pinga - Rodrigo Fabri | - Servílio - Tico - Zé Maria (jaren 1960) - Zé Maria (jaren 1990) - Zé Roberto - Wladimir de Barros |